# Bagno di Romagna
Bagno di Romagna est une commune de la province de Forlì-Cesena, dans la région Émilie-Romagne, en Italie.

## Géographie
La ville se trouve dans la vallée du Savio, à une altitude de 491 m, à 49 km de Césène et à 65 km de Forlì. Elle se situe aussi sur le trajet de la A45 de Ravenne à Rome, quelques kilomètres  avant d'entrer en Toscane (cette voie n'est pas une autoroute, mais une voie rapide d'État, mal entretenue (de très nombreux trous), vitesse limitée à 90 km/h et présence de radars automatiques).
La ville est traversée par le fleuve Savio.

## Histoire

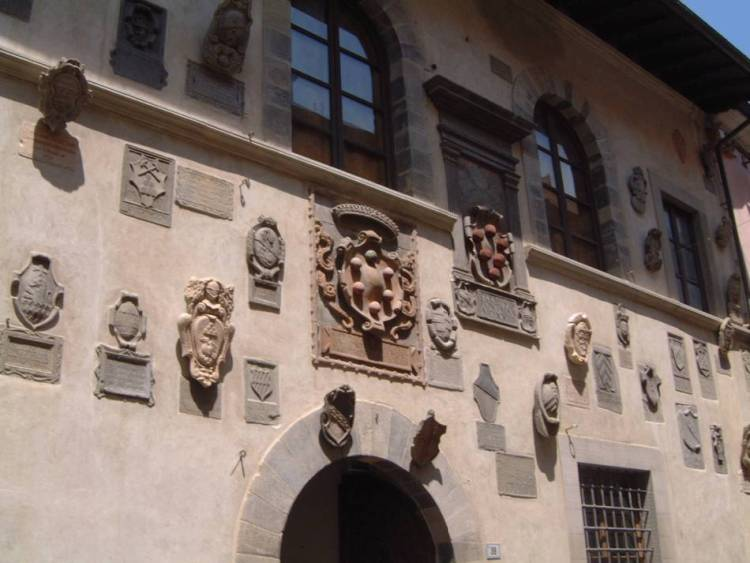
Palais du capitaine, emblème des Médicis

Son développement, comme la majeure partie des pays de l'Apennin tosco-émilien, a subi des périodes de prospérité alternant avec des abandons successifs. Les premières traces d'installations remontent à l'âge du bronze, comme le démontrent la découverte de bijoux et les fouilles archéologiques effectuées dans les zones limitrophes de Rio Salso et Selvapiana. La première période de prospérité se produisit pendant l'Empire romain avec l'accroissement de la population résidente dans le centre voisin de Sarsina, la construction d'un système efficace de voies de communication qui la reliaient à la ville de Césène et aux vallées contiguës de l’Ombrie et du fleuve Bidente, et avec la réalisation du premier Balneum autour duquel se développa ensuite Bagno di Romagna. Mais à la chute de l'Empire correspondit avec celle de Bagno qui fut détruit par les Goths en 540.
Avec les années noires du Moyen Âge, apparaît le manque de documentation historique que nous pourrions associer à un dépeuplement progressif et à un appauvrissement de la Vallée du Savio. Nous recommençons à avoir des informations seulement dans les premières décennies du IXe siècle avec la présence d'une église dédiée à Sainte Marie et un document autorisant la fondation d'un monastère bénédictin à proximité.
En 1412, se serait produit à Bagno di Romagna un "miracle eucharistique" où le corporal aurait été serait taché de sang durant la messe.
Le pays reprend son essor autour du complexe sacré et une certaine tranquillité s’établit sous la domination de la puissante famille Guidi qui à la fin du XIVe siècle possède de nombreux bourgs et châteaux dans l'Apennin toscan-émilien. C’est dans cette période que Bagno di Romagna est fortifiée et dotée de murailles d'enceinte, et un commerce de marchandises se développa dans la fraction de San Piero in Bagno. Bagno di Romagna devient un important centre de passage aux portes de la Romagne pour ceux qui viennent de la Toscane ou de l'Ombrie voisines ou pour ceux de la plaine du Pô qui veulent accéder aux vallées des Apennins. À la fin de la domination des Guidi au XVe siècle, Bagno devient territoire de Florence et il y restera avec le passage au Grand-duché de Toscane jusqu'en 1860, le commerce se développe et l'activité d'agriculture et d'élevage des moutons laisse la place à l'artisanat en mesure de produire des rosaires et des boutons en bois exportés dans toute Italie.
Avec l'Unité d'Italie, Bagno di Romagna se trouve dans les territoires de la Région de Toscane, mais en 1923, à la suite des déplacements des frontières régionales voulues par Mussolini, les communes de la Romagne toscane et la source du Tevere qui devait naître en Romagne), font partie de la Province de Forlì-Césène et donc de l'Émilie-Romagne.

## Économie
- Outre l'artisanat local, l'économie est axée principalement sur le tourisme. Les thermes et le grand patrimoine forestier offrent l'occasion idéale pour le repos, la promenade et les soins dans un paysage de verdure et de paix. Sans dédaigner la gastronomie qui mêle, avec bonheur, la tradition romagnole et toscane, avec les saveurs typiques des sous-bois (gibier, champignons...).
- 28 auberges et 2 000 lits, des restaurants et des logements du type « agritourismo ».

### Les thermes
- L'histoire de Bagno di Romagna est caractérisée par la présence de sources chaudes, déjà connues dans la préhistoire. Du IIe siècle av. J.-C. au Ve siècle, les Romains faisaient de ce lieu une halte sur la route de Ravenne à Rome, en le dotant d'un vaste établissement thermal.
- L'eau provient d'une source à 8 m de profondeur d'une température de 45 °C. Elle arrive du sous-sol après un long parcours ; les géologues ont  calculé que la pluie met 700 ans pour entrer dans ce sous-sol, se réchauffer, se minéraliser à grande profondeur et resurgir avec des vertus très appréciées.
- Les établissements thermaux offrent tout un éventail de soins (3 établissements conventionnés) : curatifs, relaxants, soins de beauté, etc. Les sources d'eaux sulfureuses et bicarbonatées, les bains de boue et les massages, attirent à chaque saison chaude une foule de curistes fuyant la chaleur et le tumulte du bord de mer. L'hébergement des curistes  se fait soit directement dans les établissements, en hôtellerie ou en location d'appartements chez l'habitant.

## Culture, curiosités
- La basilique de S. Maria Assunta, sur la place principale. On peut admirer : le campanile haut de 39 m et le portail de Ste Marie (XIIIe siècle).

- Le palais du Capitaine, siège des gouverneurs que Florence envoyait pour régir le gouvernement local. C'est aujourd'hui le siège de l'administration du Parc national de la région.

- La fontaine du Chiardovo (fontaine du Blanc d'œuf en français), fontaine aux eaux sulfureuses située à la sortie de la ville en direction de la Toscane, un petit sentier (éclairé depuis juin 2009) part du parking vers l'intérieur des terres sur 1 km. Là, une fontaine où coule une eau sulfureuse, à l'odeur « d'œufs pourris », permet de se désaltérer et digérer en quelques secondes un repas trop copieux (se pincer le nez et boire d'un trait).

### Miracle eucharistique de Bagno di Romagna
En 1412, se serait produit, dans la basilique S. Maria de Bagno di Romagna, le "Miracle du Sacré Corporal", où le corporal aurait été taché de sang durant la messe célébrée par padre Lazarro de Vérone,. En 1958, l'université de Florence analyse les taches du corporal et confirme qu'elles sont bien d'origine sanguine.
La commémoration du 600e anniversaire de cet évènement est célébré en 2012 par le Cardinal secrétaire d'État Tarcisio Bertone qui le qualifie de "miracle eucharistique",. Cet évènement, encore commémoré au XXIe siècle dans la ville lors de la Fête-Dieu, est la raison d'échanges réguliers avec la ville d'Orvieto où est conservé le corporal de Bolsena qui aurait également été taché de sang pendant une messe.

### Dans les environs
- La source du Tibre (Tevere en italien), le fleuve sacré de Rome, au mont Fumaiolo (1 407 m), à environ 20 km près du village de Balze. Lieu de rendez-vous des Italiens pour le pique-nique traditionnel du 15 août.
- Le lac di Quarto, sur le fleuve Savio à une vingtaine de kilomètres en direction de Césène, lieu de pêche, de pique-nique et de promenade.
- Lac d'Acquapartita à 8 km.
- Les lacs Lungo et Pontini à 8 km.
- La ville d'Alfero (670 m), sa cascade et sa forêt de châtaigniers.
- La ville de Verghereto (812 m), village médiéval à 8 km.
- le barrage de Ridracoli (557 m) sur le fleuve Bidente, réserve d'eau pour la région, à 25 km en passant par Santa Sofia. Parc aménagé pour le pique-nique et le repos au centre du parc national et réserve naturelle des Apennins toscano-romagnols. Panorama garanti.

## Découverte de la nature
Aux confins du Parc National des Forêts Casentinesi, à cheval sur la limite Toscane-Romagne, les 36 000 ha de bois et forêts sont peuplés d’une faune et d’une flore remarquables à quelques kilomètres de la mer Adriatique.

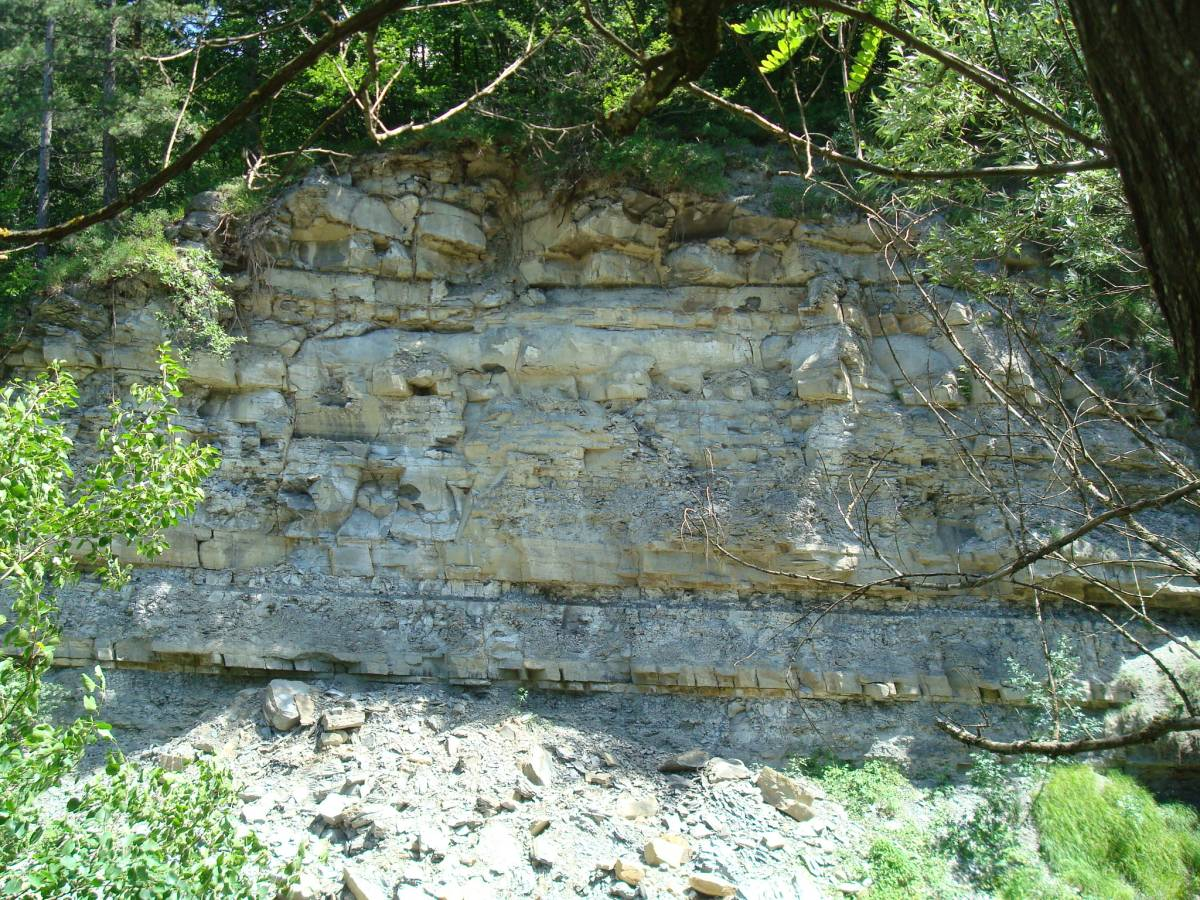
Couche marneuse-arénacée

### Terre et eau
L’origine du territoire remonte au Miocène. La formation rocheuse prévalant est la « marneuse-arénacée » (couches d’arénacés proéminentes et compactes, alternées avec des couches marneuses en retrait et friables). Cette formation rocheuse est constituée d’une roche friable et fangeuse qui est à l’origine de la formation géologique dite aussi d’« argile écailleuse ». L’eau, l’alternance de la chaleur et du froid, ont modelé dans le paysage de profondes vallées encaissées qui, du côté romagnol, descendent vers la plaine (vallées du Savio, Bidente, Rabbi, Montone) et sur le versant toscan sur la vallée de l’Arno.

### Forêts et végétation
Les conditions climatiques et les différences d’altitude dessinent un paysage forestier formé de deux types de végétations ; celles à 800 – 900 m et celle des hauts sommets des Apennins qui culminent au-delà de 1 500 m.
Dans la basse montagne, d’épais bois de hêtre et de sapin. Plus haut, sur les versants frais est répandu le chêne chevelu, et sur les versants ensoleillés le chêne pubescent. Les châtaigniers et de rares petits noyers, témoignent d’une présence humaine.
Reboisements, dans les anciens pâturages et terres cultivées, avec le pin noir, le sapin américain et mélèze.
Dans les sous-bois, selon les saisons et des hauteurs : perce-neige, scille, anémone, primevère, crocus, orchidée, lys rouges et lys martagon.

### Faune
Après la seconde guerre, le dépeuplement des montagnes et l’acquisition de vastes zones par l’État et les régions, ont favorisé le retour à des conditions plus naturelles et plus équilibrées de la chaîne alimentaire. On trouve la présence de loups et d’aigles parmi un grand nombre d’ongulés : cerfs, daims, chevreuils, mouflons et sangliers. Parmi les petits mammifères : blaireau, renard, fouine, putois, belette, loir, muscardin, lérot, campagnol. Parmi les rapaces : l’aigle, la buse, la crécerelle, l’épervier, le hibou grand-duc, la chouette hulotte. Chez les amphibiens : la salamandre, la grenouille rousse, le triton d’Italie. Parmi les reptiles : la vipère, la couleuvre, l’orvet et la couleuvre d'eau.

### Les habitations
L’histoire du territoire est étroitement liée à celle de la forêt, de tout temps exploitée par l’homme à des fins économiques (les moines, l’administration de Florence, le grand-duc de Toscane, par des privés puis par l’État italien). Les bois servaient pour construire les navires, les palais et les cathédrales. Les sous-bois pour la vie quotidienne des habitants par l’exploitation et la culture. Les habitations très dispersées sont reliées par des sentiers muletiers et des ponts à dos-d'âne au-dessus des torrents.

### Les métiers
L’économie rurale était agricole et semi-pastorale, fondée sur un morceau de terre à cultiver et une partie boisée pour l’exploitation du bois (fabrication de charbon de bois, ramassage des châtaignes). L’élevage de chèvres, bovins et gallinacés. Les quelques moulins activés par les torrents étaient le point principal de rencontre et d’échange.

## Événement commémoratif
- la fête du pardon, le deuxième vendredi de mars.
- la journée du Capitaine, première semaine d'août.

## Fêtes, foires
- Marché traditionnel tous les vendredis.
- Marché aux puces et antiquités, tous les mardis de 17 à 22 h.
- Fêtes du 15 août.

## Administration
| Période                                  | Période  | Identité         | Étiquette       | Qualité |
| ---------------------------------------- | -------- | ---------------- | --------------- | ------- |
| 15 juin 2004                             | En cours | Lorenzo Spignoli | Centro-Sinistra |         |
| Les données manquantes sont à compléter. |          |                  |                 |         |

### Hameaux
Larciano, Crocesanta, Valgianna, Selvapiana, Acquapartita, Donicilio, Ridracoli, Monteguidi, Spinello, Bucchio, Civorio, Vessa, Saiaccio, San Silvestro, Montegranelli, Paganico

### Communes limitrophes
Bibbiena, Chiusi della Verna, Mercato Saraceno, Poppi, Pratovecchio, Santa Sofia, Sarsina, Verghereto

## Jumelages
- Moutiers (France) ;
- Rapperswil (Suisse).

## Galerie de photos

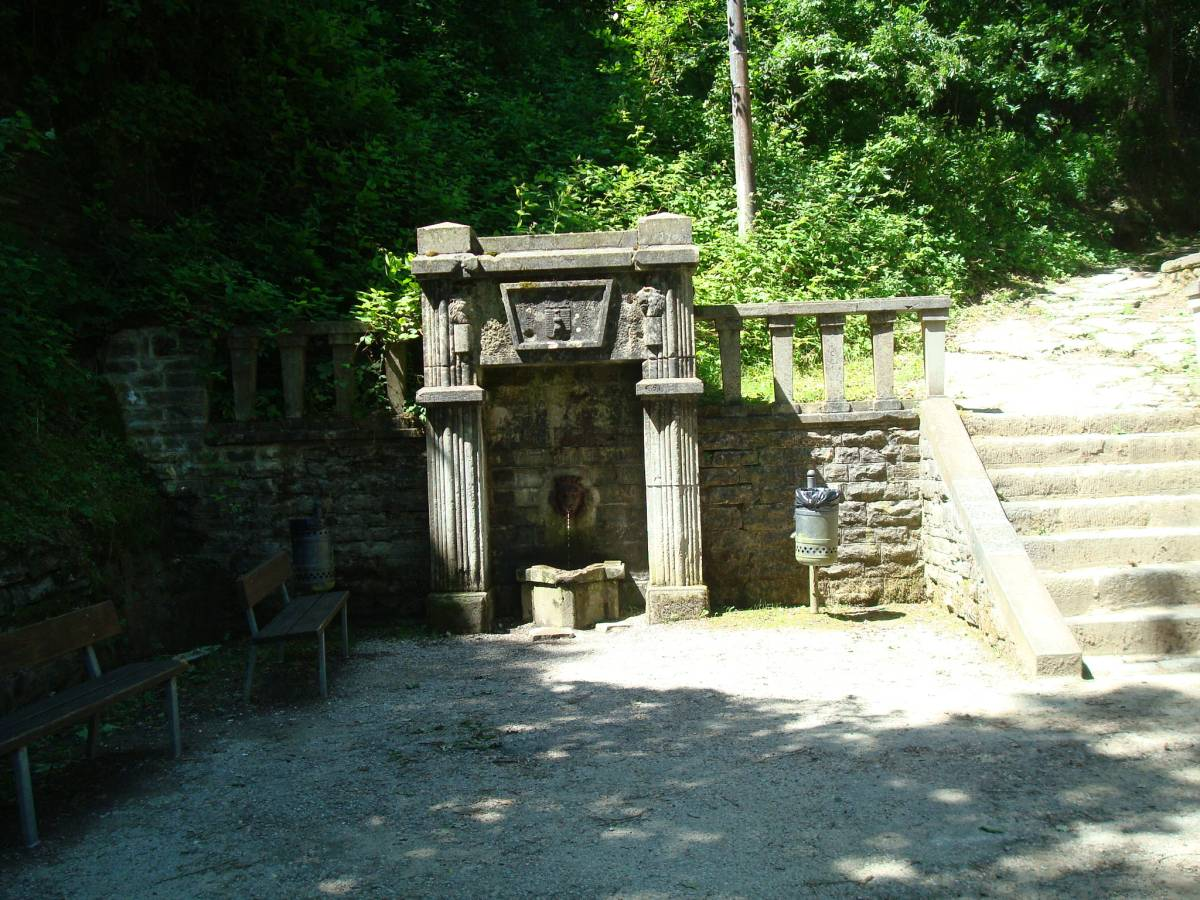
fontaine « schiara d’uovo »
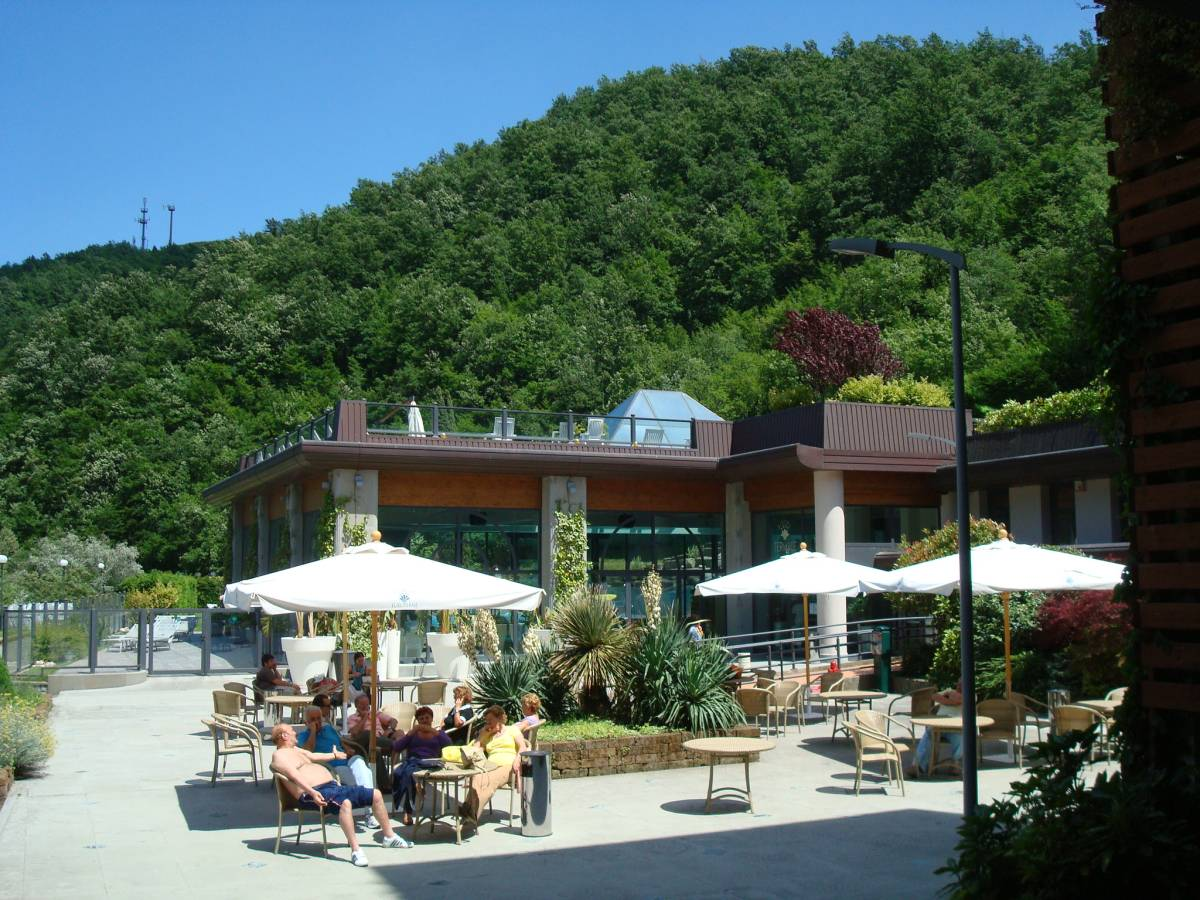
Station thermale